# Otto von Baeyer
Otto von Baeyer (Reichenhall, 2 de setembro de 1877 — Tutzing, 15 de agosto de 1946) foi um físico alemão.
Baeyer estudou física em Munique e Leipzig, onde doutorou-se em 1905 supervisionado por Otto Heinrich Wiener. Foi assistente de Heinrich Rubens na Universidade de Berlim, em 1908.
Suas principais investigações foram dentre outras sobre a estrutura ultra fina de linhas espectrais, raios catódicos lentos e ondas elétricas curtas.